# Angelica Page
Angelica Page, született Angelica Sue Torn néven (New York, 1964. február 17. –) amerikai színésznő. Rip Torn és Geraldine Page lánya.
A színpadi színészként is aktív, filmjeiben korábban Torn vezetéknéven szereplő színésznő 2011 szeptemberében hivatalosan is Page-re változtatta meg nevét. 1994-ben debütált a mozivásznon a Senki bolondja című filmvígjáték-drámában, majd a Hatodik érzék (1999) és A manipulátor (2000) szereplője volt. 

## Fiatalkora és családja
Angelica Sue Torn néven született New Yorkban, 1964. február 17-én, Rip Torn és Geraldine Page színészek gyermekeként. Szülővárosában nevelkedett, elmondása alapján szülei viharos házasságban éltek és rendszeresen veszekedtek. Bár édesanyja bátorította a színészetre, Page önmagát félénk gyerekként jellemezte, és sokáig ellenállt a kérésnek. A manhattani Bank Street School for Children tanintézmény növendéke volt.
Édesanyja 1987-ben bekövetkezett halála után Page elkezdett színészettel foglalkozni, miután ezt volt anyja „utolsó kívánsága”. „Édesanyám azelőtt hunyt el, mielőtt egyáltalán esélye lett volna látnia, ahogy megvalósítom ezt az álmot, mellyel velem kapcsolatban nyilvánvalóan rendelkezett, de sosem beszélt róla. Azt akarta, hogy saját döntéseket hozzak, de végül amikor felismerte, hogy kevés ideje maradt, megígértette velem.”
Színészi tanulmányainak a William Esper Studio és a HB Studio adott otthont.

## Filmográfia

### Film
MEGJEGYZÉS: Ahol ezt külön háttérszín nem jelzi, ott a színésznő Angelica Torn néven szerepelt a stáblistán
  stáblistán Angelica Page néven
| Év   | Magyar cím            | Eredeti cím                      | Szerep           | Magyar hang       |
| ---- | --------------------- | -------------------------------- | ---------------- | ----------------- |
| 1994 | Senki bolondja        | Nobody's Fool                    | Ruby             | Kiss Eszter       |
| 1996 | Az Egér               | The Mouse                        | Mary Lou Strauss |                   |
| 1998 |                       | Wrestling with Alligators        | Ruby             |                   |
| 1999 |                       | Side Man                         | Patsy            |                   |
| 1999 | Hatodik érzék         | The Sixth Sense                  | Mrs. Collins     |                   |
| 2000 | Gyorsbüfék, gyors nők | Fast Food Fast Women             | Vitka            | Spilák Klára      |
| 2000 | A manipulátor         | The Contender                    | Deirdre          |                   |
| 2000 |                       | Brooklyn Sonnet                  | Gina             |                   |
| 2001 | A vér kötelez         | Domestic Disturbance             | Patty            |                   |
| 2002 |                       | Fairie                           | Morgana          |                   |
| 2003 |                       | Music (rövidfilm)                | Babe             |                   |
| 2007 |                       | Light and the Sufferer           | Marilla          |                   |
| 2007 |                       | The Grand Inquisitor (rövidfilm) | Lady Di Jesus    |                   |
| 2008 |                       | Lucky Days                       | Virginia         |                   |
| 2008 | Láncra vert igazság   | Nothing but the Truth            | Molly Meyers     | Farkasinszky Edit |
| 2008 | Vén tengeri medvék    | The Golden Boys                  | Melissa Busteed  | Orosz Anna        |
| 2009 |                       | The Hungry Ghosts                | Roberta          |                   |
| 2010 |                       | Mint Julep                       | Deirdre          |                   |
| 2016 |                       | 79 Parts                         | Frick            |                   |
| 2017 |                       | Never Here                       | Cleo Flitcraft   |                   |
| 2018 |                       | Bonds                            | Doc              |                   |
| 2018 |                       | The Turner Exhibit (rövidfilm)   | Jeanette Turner  |                   |

### Televízió
| Év        | Magyar cím                               | Eredeti cím                       | Szerep                       | Megjegyzések    |
| --------- | ---------------------------------------- | --------------------------------- | ---------------------------- | --------------- |
| 1995–2002 | Esküdt ellenségek                        | Law & Order                       | Sarah Tabor / Georgina Woods | 2 epizód        |
| 1997      |                                          | As the World Turns                | Kit                          | 1 epizód        |
| 1999      | Maffiózók                                | The Sopranos                      | nő a partin                  | 1 epizód        |
| 2000      | Gyanús idegen                            | Songs in Ordinary Time            | Astrid Haddad                | tévéfilm        |
| 2001      |                                          | Deadline                          | ápolónő                      | 1 epizód        |
| 2001      |                                          | 100 Centre Street                 | ismeretlen szerep            | 1 epizód        |
| 2001      | Ruby kocsmája                            | Ruby's Bucket of Blood            | Betsy Dupree                 | tévéfilm        |
| 2002      |                                          | The Education of Max Bickford     | Lindsay                      | 1 epizód        |
| 2003      | Esküdt ellenségek: Bűnös szándék         | Law & Order: Criminal Intent      | Paula Connors                | 1 epizód        |
| 2004      |                                          | Line of Fire                      | Angela                       | 1 epizód        |
| 2005–2015 | Esküdt ellenségek: Különleges ügyosztály | Law & Order: Special Victims Unit | Julia Brinn                  | 1 epizód (2005) |
| 2005–2015 | Esküdt ellenségek: Különleges ügyosztály | Law & Order: Special Victims Unit | Mrs. Evans                   | 1 epizód (2015) |

## Fordítás
- Ez a szócikk részben vagy egészben  az   Angelica Page című angol Wikipédia-szócikk ezen változatának fordításán alapul.  Az eredeti cikk szerkesztőit annak laptörténete sorolja fel. Ez a jelzés csupán a megfogalmazás eredetét és a szerzői jogokat jelzi, nem szolgál a cikkben szereplő információk forrásmegjelöléseként.